# Blindia campylopodioides
Blindia campylopodioides là một loài rêu trong họ Seligeriaceae. Loài này được Dixon & Badhw. mô tả khoa học đầu tiên năm 1938.